# Kikokugai: The Cyber Slayer
Kikokugai: The Cyber Slayer (鬼哭街 -The Cyber Slayer- Kikokugai Za Saibā Sureyā?) es una novela visual japonesa de acción y horror de Nitroplus. Es el tercer juego de Nitroplus, y el guion ha sido escrito por Gen Urobuchi. Kikokugai tiene lugar en un distópico futuro en China.